# Palasthotel
Als Palasthotel oder Palast-Hotel werden Hotels der gehobenen Kategorien bezeichnet, die zumeist zu Ende des 19. und zu Anfang des 20. Jahrhunderts entstanden und sich architektonisch und in der Gartengestaltung an die Palastbauten früherer Jahrhunderte anlehnten. Zahlreiche dieser Bauten trugen und tragen auch den Ausdruck Palast im Namen, während bei den Grand Hotels eher die Größe als Attraktion herausgestrichen wird.

## Geschichte
Die Entwicklung der modernen Verkehrsmittel Eisenbahn und Dampfschiff stimulierte den Tourismus entlang der Bahnlinien und Schifffahrtswege. Viele Palasthotels entstanden deshalb als Eisenbahnhotels entlang von Bahnlinien oder attraktiven Küsten. Klassische Orte für Palasthotels sind unter anderem die französische und italienische Riviera, St. Moritz, Biarritz, der Semmering oder Abbazia. Als erstes Palasthotel in Deutschland gilt das 1807 bis 1809 von Friedrich Weinbrenner errichtete Hotel Badischer Hof in Baden-Baden. Mit dem Aufkommen der Massentourismus und der egalitäreren Einkommensverteilung nach dem Zweiten Weltkrieg gerieten viele der klassischen, äußerst personalaufwändigen Palasthotels der entwickelten Länder in Schwierigkeiten, jedoch werden bis heute Palasthotels errichtet, etwa das Emirates Palace Hotel in Abu Dhabi.